# Ginestó
El ginestó (Osyris alba) és una petita planta perenne del gènere Osyris inclòs a la família santalàcies. També és conegut com a assots, gessamí, gessamí de llop, ginesta blanca, ginesta de boletes vermelles o matatort.

## Descripció
El ginestó és un hemiparàsit arbustius que mesura entre 30-150 cm. Les tiges són llenyoses, de color marró o verd fosc, de vegades prostrades. Aquesta planta té nombroses branques estriades longitudinalment, verdes quan són joves. Les fulles són linears, lanceolades, coriàcies, persistents, encara que de vegades de fulla caduca. De 15 a 35 mil·límetres de llargària i 1-5 mil·límetres d'amplària que es produeixen durant l'hivern, mentre que a l'estiu són gairebé absents.
Les flors són hermafrodites o unisexuals, en aquest últim cas, les flors masculines i femenines mostren diferències associades amb la temporització de la pol·linització. Són molt petites (1 o 2 mm), amb quatre tèpals de color verd groc i quatre estams. El període de floració s'estén de març a juny. Els fruits són petites drupes carnoses de color vermell, d'uns 4-6 mil·límetres de diàmetre. Les seves arrels formen haustoris que aprofiten les arrels de les plantes properes i extreure la seva saba.

## Distribució i hàbitat
L'espècie està molt estesa en tots els països de la conca mediterrània, des del sud de Portugal a Turquia. És present a l'Àsia occidental i el nord d'Àfrica des del Marroc a Tunísia i Líbia. Aquesta espècie xeròfila viu en zones de clima àrid i semidesèrtic, en zones assolellades a altituds d'entre els 0 i els 1.110 metres sobre el nivell del mar. En climes més favorables que també pot proliferar fins a 1.800 metres.